# Jean-Charles Hedlinger
Jean-Charles Hedlinger est un médailleur suisse, né le 28 mars 1691 et mort le 14 mars 1771 à Schwytz.

## Biographie

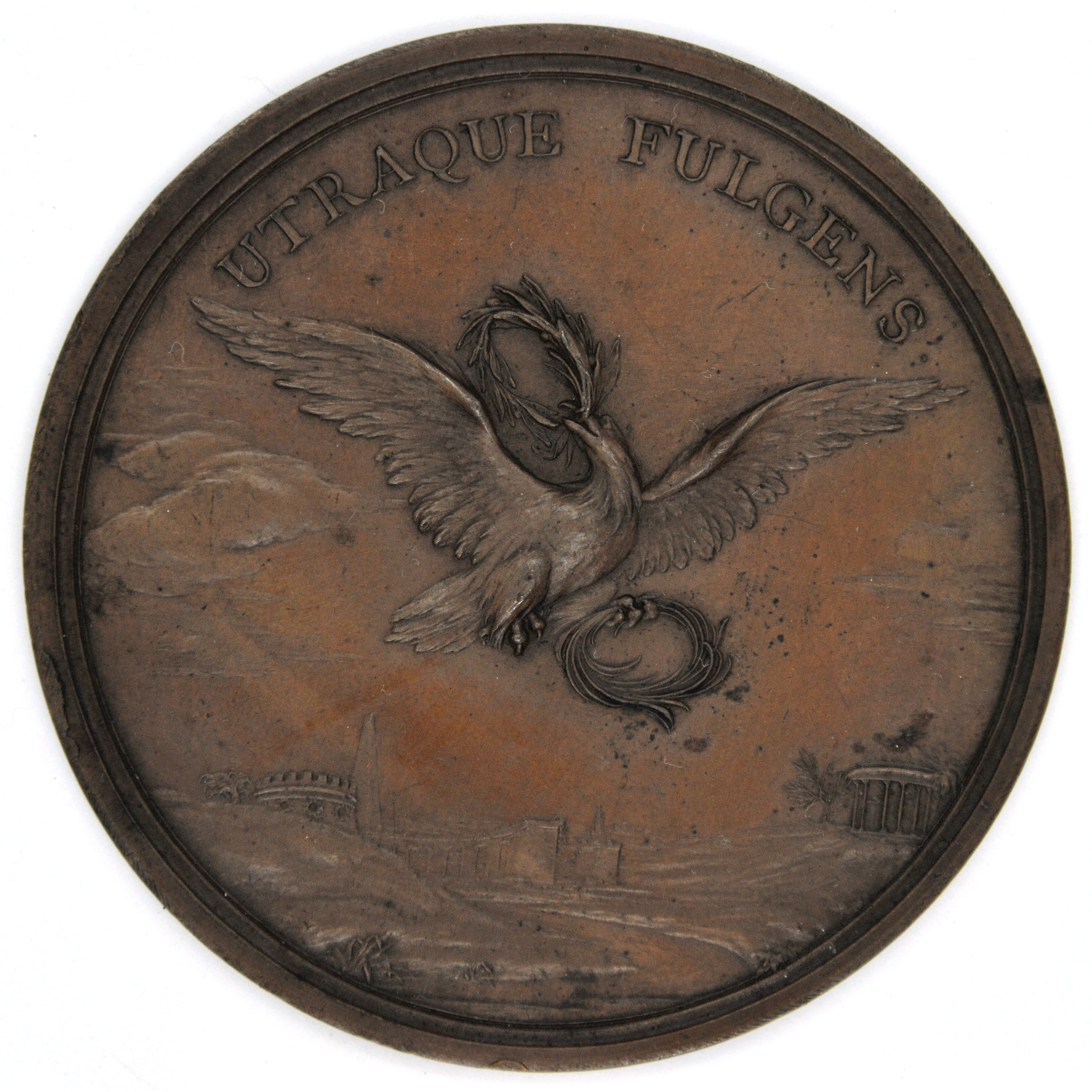
Revers de médaille représentant un aigle qui plane dans les airs, tenant une couronne de laurier et une couronne de palmier, au dessus d'un paysage, avec la mention Utraque Fulgens.

Il est le second fils de Jean-Baptiste Heldlinger, inspecteur des mines, et de Anne-Élisabeth Bettschard. Il fait ses humanités à Bolentz et développe son talent pour le dessin. Il travaille ensuite aux côtés de plusieurs médailleurs.
Il part en 1718 pour la cour de Suède et y fait des médailles, notamment pour Charles XII jusqu'à sa mort puis Ulrique-Éléonore pour lesquels il réalise des médailles à leur effigie. Il quitte Stockholm en 1726 en direction de l'Italie, pour revenir un an et demi plus tard après avoir traversé l'Europe. Grâce à sa réalisation d'une médaille à l'effigie du pape Benoît XIII, il reçoit la Croix de l'ordre du Christ. En 1738 il est envoyé par le roi de Suède auprès de l'impératrice Anne de Russie sur l'insistance de cette dernière.
Il épouse en 1741 Marie Rose Françoise Schorno.
Ayant des problèmes de santé, il doit retourner en Suisse puis reste à Fribourg deux ans avant de retourner en Suède où il est nommé intendant à la cour et nommé à l'académie des sciences de Stockholm. Sa santé précaire et la maladie de sa femme lui font former un successeur qu'il fait nommer directeur des monnaies, pour se retirer en Suisse. Il quitte la Suède en 1745 et revient à Schwytz où il continue à faire des médailles.
Il y meurt en 1771, vraisemblablement d'apoplexie.